# Relations internationales de Chypre du Nord
Les relations internationales de Chypre du Nord (république turque de Chypre du Nord ou RTCN) sont limitées en raison de la reconnaissance exclusive par la Turquie. Ce pays facilite cependant de nombreux contacts avec la communauté internationale. Après l'occupation par la Turquie, les relations de Chypre du Nord avec le reste du monde se compliquent davantage en raison de plusieurs résolutions des Nations unies déclarant son indépendance légalement invalide. Un référendum des Nations unies en 2004 sur le règlement du conflit chypriote est approuvé par les Chypriotes turcs mais rejeté par les Chypriotes grecs. Par la suite, l'Union européenne déclare son intention de réduire l'isolement économique de Chypre du Nord et commence à fournir une aide au territoire. Cependant, en raison de la pression exercée par la Grèce et la république de Chypre, cette aide provenant des fonds de l'UE ne peut être utilisée sur les terres et les propriétés des Chypriotes grecs ni sur les organismes publics. En conséquence, ces fonds ne peuvent être utilisés que pour 29 % de la population de l'île de Chypre (ceux sous le contrôle de facto de Chypre du Nord).
Il existe un embargo contre l'entité dans de nombreux domaines, affectant de manière décisive ses tentatives de contacts et de représentation internationaux,,.

## Reconnaissance internationale
Actuellement, la Turquie est le seul pays qui reconnaît Chypre du Nord.
En 1983, le Bangladesh et le Pakistan retirent leur reconnaissance après la résolution 541 du Conseil de sécurité des Nations unies sous la pression internationale,.
En 2005, Yahya Jammeh, alors président de la Gambie, déclare que son pays est prêt à reconnaître l'indépendance de Chypre du Nord. Le gouvernement chypriote proteste et la Gambie ne reconnaît pas la RTCN.
La république autonome de Nakhitchevan (une exclave de l'Azerbaïdjan) adopte une résolution au milieu des années 1990 reconnaissant l'indépendance de la RTCN, mais l'Azerbaïdjan lui-même s'abstient encore de soutenir officiellement cette décision en raison de la question du Haut-Karabagh. L'Azerbaïdjan est sympathique à la RTCN, mais la république de Chypre pourrait reconnaître la république du Haut-Karabagh si l'Azerbaïdjan reconnaissait officiellement la RTCN. Récemment, les contacts de haut niveau entre l'Azerbaïdjan et Chypre du Nord se sont intensifiés. Faiz Sucuoğlu, Premier ministre de Chypre du Nord à l'époque, exprime son espoir en 2022 que l'Azerbaïdjan reconnaîtra son pays.
Le ministre des Affaires étrangères de la RTCN, Tahsin Ertuğruloğlu (en), lance un appel aux membres de l'Organisation de la coopération islamique (OCI) le 23 septembre 2022, lors d'une réunion de coordination des ministres des affaires étrangères de l'Organisation, à New York, pour reconnaître son pays, quelques jours seulement après un appel similaire du président de la Turquie à la communauté internationale lors de la 77e Assemblée générale des Nations unies.

## Représentations diplomatiques

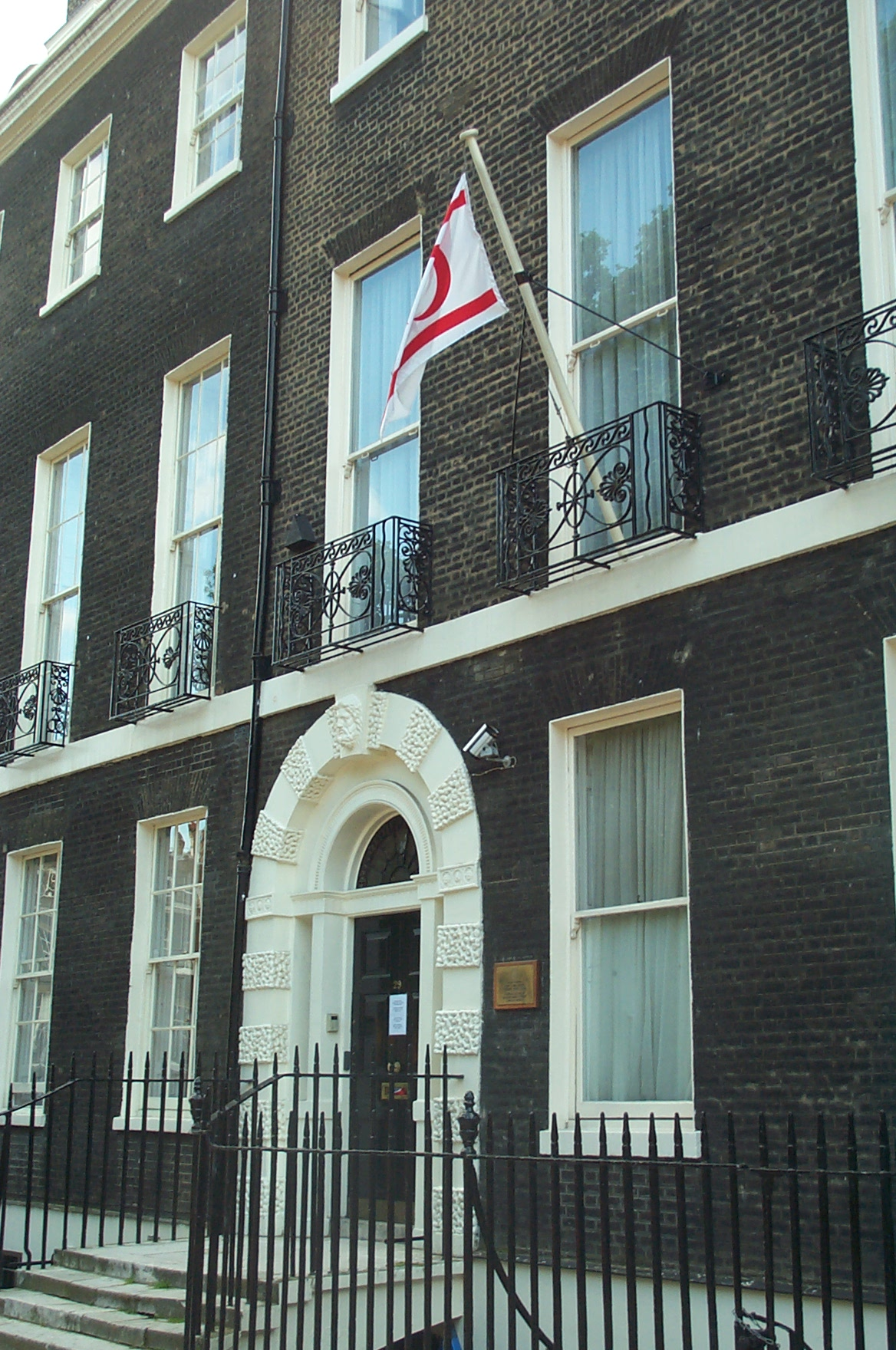
Bureau de la république turque de Chypre du Nord à Londres, Bedford Square.

Depuis la création de la RTCN en 1983, seule la Turquie maintient une ambassade résidente à Chypre du Nord, et ouvre un consulat général à Famagouste à la mi-janvier 2023. La RTCN a une ambassade (en) à Ankara et des consulats dans plusieurs grandes villes de Turquie.
Dans divers autres pays, Chypre du Nord a des bureaux de représentation, certains d'entre eux étant non officiels. La Turquie représente les intérêts de la RTCN dans les pays sans ces bureaux. À Nicosie-Nord (la moitié nord administrée par les Chypriotes turcs), le haut-commissaire britannique à Chypre et l'ambassadeur des États-Unis à Chypre ont leurs résidences officielles, bien que ces résidences soient utilisées depuis avant 1963, cela n'indique pas une reconnaissance formelle de la RTCN par le Royaume-Uni ou les États-Unis. Dans la même situation se trouvent les bureaux de représentation maintenus par l'Australie, la France, l'Allemagne, la Corée du Sud.
En mai 2015, le bureau EU Infopoint, qui vise à rapprocher les Chypriotes turcs de l'UE, est inauguré à Nicosie-Nord.
Des représentants honoraires sont également nommés par la RTCN dans diverses autres villes pour la représenter et pour assister ses principaux bureaux de représentation.
Les États-Unis, le Royaume-Uni, la Russie, l'Allemagne, la France, la Suisse et l'Australie ont des bureaux de représentation à Nicosie-Nord. De plus, Chypre du Nord a un certain nombre de représentations dans d'autres pays avec divers statuts.

## Ministre des Affaires étrangères
Le ministre des Affaires étrangères actuel est Tahsin Ertuğruloğlu (en). Il occupe ce poste pour la quatrième fois depuis 1983.

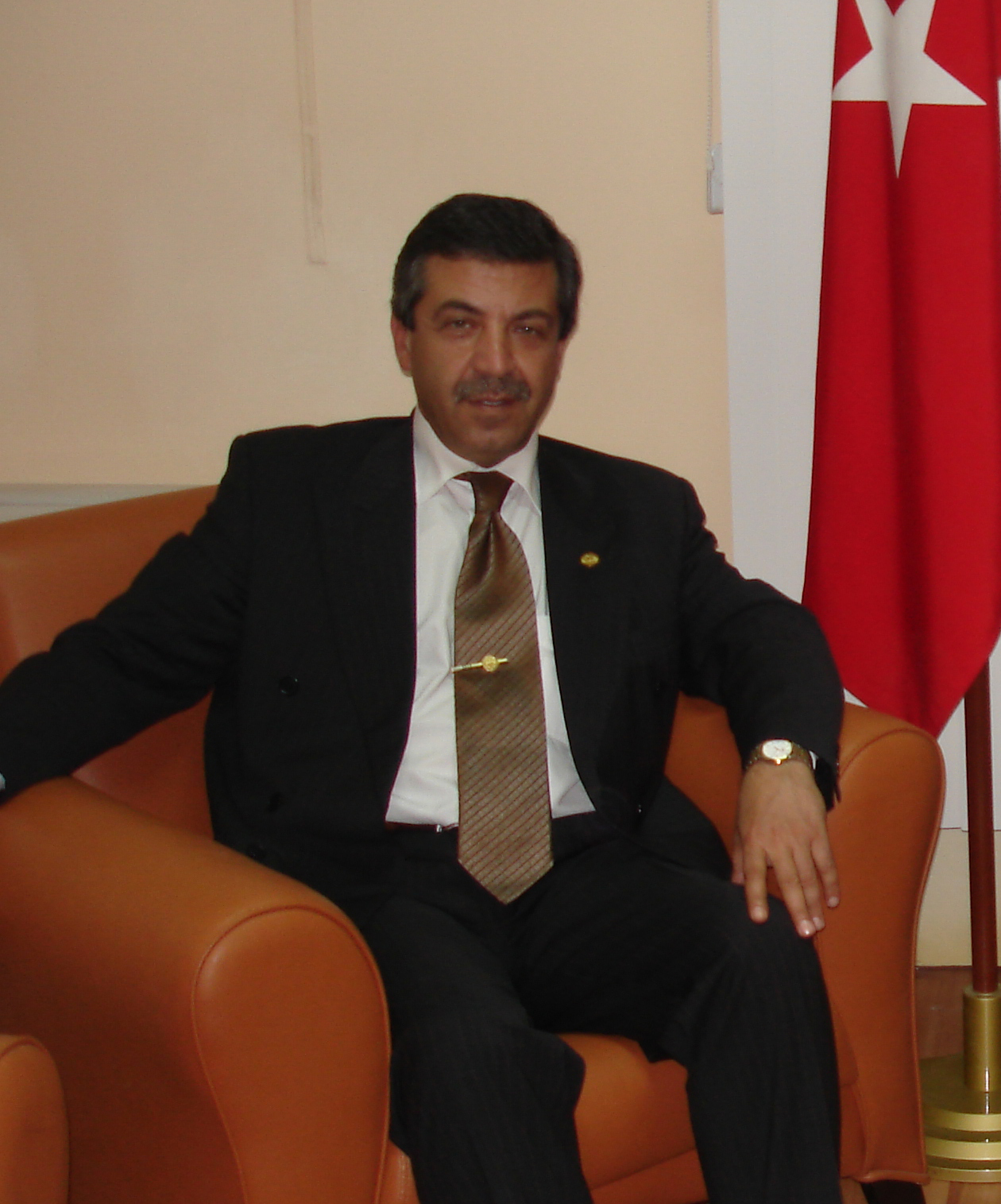
Tahsin Ertuğruloğlu

## Relations bilatérales

### Azerbaïdjan

Azerbaïdjan–république turque de Chypre du Nord

Le 9 août 2022, Ilham Aliyev, le président de l'Azerbaïdjan, rencontre le président de la RTCN Ersin Tatar à Konya et considère officiellement Chypre du Nord comme la « république turque de Chypre du Nord ». Ersin Tatar visite également l'Azerbaïdjan les 13 et 14 octobre 2023 et rencontre de nouveau Aliyev,.

### République de Chypre
Après que la république de Chypre est devenue membre de l'Union européenne, la partie sud de l'île fait partie de l'Union douanière de l'UE. La partie nord de l'île est exclue de l'Union douanière. Malgré cela, les réglementations de la ligne verte sont destinées à faciliter les relations commerciales entre Chypre du Nord et l'UE[réf. nécessaire].
L'exploration pétrolière en Méditerranée orientale devient un problème entre les administrations de Chypre du Nord et du sud depuis 2000[réf. nécessaire].

### Guinée équatoriale
En 2011 et 2012, le président de Chypre du Nord Derviş Eroğlu et le président de la Guinée équatoriale Teodoro Obiang Nguema Mbasogo tiennent des réunions à New York, aux États-Unis,.

### France
En 2023, le président de Chypre du Nord, Ersin Tatar, proteste vivement contre la base navale de la France dans la partie sud de l'île de Chypre que Chypre du Nord considère comme illégale.

### Gambie
En 2022, le président de Chypre du Nord, Ersin Tatar, reçoit le vice-président de la république de Gambie, Badara Alieu Joof, qui invite le président Tatar en Gambie.

### Allemagne
Bien que l'Allemagne ne maintienne pas de relations officielles avec Chypre du Nord, elle entretient des contacts étendus avec les représentants des Chypriotes turcs.

### Grèce
En 2014, le négociateur chypriote turc de l'époque, Kudret Özersay, et sa délégation sont reçus par le secrétaire général du ministère grec des Affaires étrangères, Anastasios Mitsialis,.

### Guinée
En 2008, le ministre de l'Économie, des Finances et de la Planification de Guinée, Ousmane Doré, visite Chypre du Nord et rencontre Turgay Avcı, alors ministre des Affaires étrangères de Chypre du Nord,.

### Kosovo
Le 18 février 2008, le président de la RTCN, Mehmet Ali Talat, félicite le peuple du Kosovo pour son indépendance récemment acquise, en opposition à la république de Chypre, qui n'a pas reconnu le Kosovo comme un État indépendant. Cependant, le porte-parole présidentiel Hasan Ercakica déclare que la RTCN ne se prépare pas à reconnaître officiellement le Kosovo. En revanche, la république de Chypre rejette la déclaration d'indépendance du Kosovo et, étant donné que la CIJ déclare que la déclaration d'indépendance du Kosovo n'est pas illégale, affirmant que le Kosovo et Chypre du Nord ne sont pas des situations analogues.

### Kirghizistan
Lors du séisme de 2008 au Kirghizistan (en), Chypre du Nord aide le Kirghizistan et fournit des tentes, des couvertures, des tonnes de nourriture, des matériaux de construction (ciment, ardoise de couverture, bois et briques), des générateurs électriques, des poêles à bois et des vêtements chauds. En 2016, un forum commun de coopération commerciale entre Chypre du Nord et le Kirghizistan se tient au Kirghizistan.

### Libye
Le 30 octobre 2011, la Libye et Chypre du Nord signent le protocole de coopération en matière de services de santé. Le protocole prévoit de réserver 250 lits à l'hôpital de l'université du Proche-Orient à Nicosie-Nord pour le traitement des Libyens blessés,,.

### Malaisie
Le 5 août 2023, la Malaisie permet à la république turque de Chypre du Nord d'ouvrir un bureau commercial en Malaisie,.

### Pakistan
En février 2017, le président de Chypre du Nord, Mustafa Akıncı, est reçu par le Président du Pakistan, Mamnoon Hussain.
Le 4 août 2023, la signature d'un protocole d'accord sur l'enseignement supérieur est conclue entre Chypre du Nord et le Pakistan.
Le 8 novembre 2023, le président de la RTCN, Ersin Tatar, rencontre le Premier ministre du Pakistan, Anwaar ul Haq Kakar, à Tachkent, lors du XVIe sommet de l'OCE.

### Russie
En février 2008, Vladimir V. Poutine, le président de la fédération de Russie, compare la situation de Chypre du Nord à celle résultant de la déclaration unilatérale d'indépendance du Kosovo, qu'il oppose, afin de souligner les doubles standards des pays européens dans leur désir de reconnaître la région du Kosovo comme un État indépendant.
Le 2 septembre 2008, l'ambassadeur de Russie en Turquie annonce que si la Turquie reconnaît les régions séparatistes géorgiennes de Ossétie du Sud et d'Abkhazie, la Russie reconnaîtrait la RTCN comme un pays indépendant. Plus tard, le ministre russe des Affaires étrangères, Sergueï Lavrov, rejette cette variante.
En septembre 2023, la Russie commence à offrir des services consulaires à Chypre du Nord,.

### Turquie
(Mars 2023).

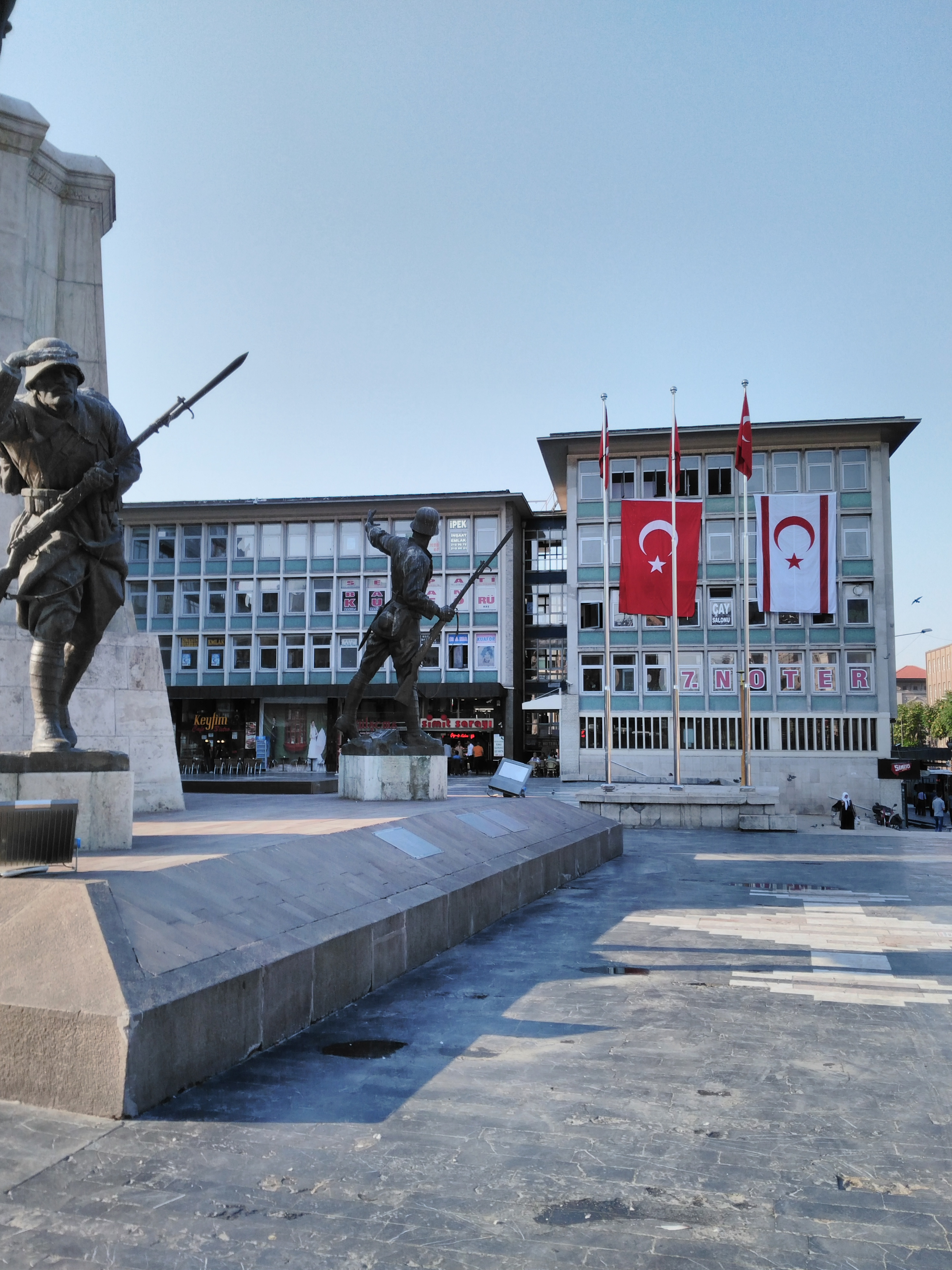
Drapeau de Chypre du Nord à la Place Ulus à Ankara.

La RTCN soutient pleinement la candidature de la Turquie pour rejoindre l'Union européenne. Dans le cadre de cette candidature, la Turquie signe en 2005 un protocole étendant son union douanière aux nouveaux membres de l'UE, y compris la république de Chypre, que la Turquie ne reconnaît pas. La Turquie s'assure que cela ne revient pas à une reconnaissance en incluant une déclaration stipulant leur politique continue de non reconnaissance de ce qu'ils décrivent comme « l'administration chypriote grecque de Chypre du Sud » jusqu'à ce qu'un règlement soit atteint. Cette déclaration n'est pas acceptée par l'UE qui n'accepte pas cette déclaration comme faisant partie de l'acquis et attend de la Turquie qu'elle respecte pleinement ses obligations envers la république de Chypre. La RTCN considère toute tentative de l'UE de forcer la reconnaissance turque de la république de Chypre comme un effort pour les couper de leur base de soutien.
Le 21 septembre 2011, Turquie et Chypre du Nord signent l'accord frontalier de la ZEE à New York,.

### Royaume-Uni
Le Royaume-Uni maintient un dialogue avec la communauté chypriote turque, bien qu'il ne reconnaisse toujours pas Chypre du Nord.
Le 3 février 2017, la Haute Cour du Royaume-Uni décide qu'« il n'y a pas d'obligation en droit britannique pour le gouvernement de s'abstenir de reconnaître Chypre du Nord. Les Nations Unies elles-mêmes travaillent avec les agences d'application de la loi de Chypre du Nord et facilitent la coopération entre les deux parties de l'île. » Les responsables gouvernementaux chypriotes turcs déclarent que Chypre du Nord doit être prête au Brexit puisque l'acquis de l'UE ne sera pas contraignant pour le Royaume-Uni, permettant ainsi au Royaume-Uni et à Chypre du Nord de commercer comme avant l'arrêt de la CEDH en 1994.

### États-Unis
Les États-Unis s'abstiennent lors d'un vote en 1984 au Conseil de sécurité de l'ONU condamnant les « activités sécessionnistes » à Chypre. Un bureau de représentation de Chypre du Nord est situé à Washington, D.C. Le bureau de représentation à New York est la mission de facto de la RTCN auprès de l'Organisation des Nations unies (ainsi qu'un consulat général de facto).
Le 9 octobre 2014, la Cour fédérale des États-Unis déclare que « la RTCN fonctionne prétendument comme une république démocratique avec un président, un premier ministre, une législature et un système judiciaire,,. »
Le 28 septembre 2021, le ministre des Affaires étrangères de Chypre du Nord, Tahsin Ertuğruloğlu, a des réunions avec des membres de la Chambre des représentants du Congrès américain, le député Peter Anderson Sessions et le député Steve Chabot, respectivement.
Le 3 août 2023, le membre du Congrès américain et ancien président du Comité national républicain du Congrès, Pete Sessions, visite Chypre du Nord. Sessions rencontre le président Ersin Tatar ; il visite le bâtiment du parlement chypriote turc où il est accueilli par le président du Parlement, Zorlu Töre, et la Chambre de commerce chypriote turque,,,.

## Adhésion aux organisations internationales
En 1979, Chypre du Nord devient membre observateur de l'Organisation de la coopération islamique sous le titre d'« État chypriote turc ». En 2017, Chypre du Nord est représentée pour la première fois sous son nom officiel « république turque de Chypre du Nord » lors d'une conférence de l'OCI en Arabie saoudite,.
En 1994, la république turque de Chypre du Nord devient membre observateur de l'organisation internationale pour la culture turque (Türksoy).
En 2004, la communauté chypriote turque obtient le statut d'observateur à l'Assemblée parlementaire du Conseil de l'Europe (APCE), dans le cadre de la délégation chypriote. Depuis lors, les deux représentants chypriotes turcs de l'APCE sont élus à l'Assemblée de Chypre du Nord,.
Le 16 octobre 2012, Chypre du Nord devient membre observateur de l'Organisation de coopération économique sous le titre d'« État chypriote turc ». En 2017, Chypre du Nord est représentée pour la première fois sous son nom officiel « république turque de Chypre du Nord » lors d'une conférence de l'ECO au Pakistan,.
En 2013, la Société du Croissant-Rouge de Chypre du Nord devient membre observateur de la Fédération internationale des sociétés de la Croix-Rouge et du Croissant-Rouge.
En 2022, Chypre du Nord devient membre observateur de l'Organisation des États turciques (OTS) sous son nom officiel « république turque de Chypre du Nord. » Le président de la RTCN, Ersin Tatar, participe au sommet extraordinaire de l'Organisation à Ankara le 17 mars 2023. Il reçoit également le secrétaire général de l'OTS le 22 septembre 2023 à New York, lors de la 78e AGNU.
En avril 2023, Chypre du Nord devient membre observateur de l'Assemblée parlementaire des États turciques (TURKPA) sous son nom officiel « république turque de Chypre du Nord. »
En 2023, la RTCN participe également au 146e sommet de l'Union interparlementaire (UIP) à Bahreïn.